# Ахекан
Ахекан или Ахеки (арм. Ահեկան) — девятый месяц древнеармянского календаря. Ахекан имел 30 дней, начинался 8 апреля и заканчивался 7 мая.
Название месяца восходит к слову «ахракан» (арм. ահրական) и связано с огнепоклонством. В армянском календареведении название месяца также употреблялось как «харуанц» (арм. հարուանց), что связывалось с земледельческими работами, в частности с сенокосом.